# 이카보드와 토드경의 모험
《이카보드와 토드경의 모험》(영어: The Adventures of Ichabod and Mr. Toad)는 월트 디즈니 피처 애니메이션이 제작한 1949년 미국 만화 영화이다. 1949년 개봉되었으며 "버드나무에 부는 바람 (The Wind in the Willows)"과 "슬리피 할로우의 전설 (The Legend of Sleepy Hollow)" 두 필름으로 구성되어 있으며 두 작품 모두 소설을 기반으로 만들었다.

## 줄거리
이 영화의 두 애니메이션 부분은 액자 구조로 도서관을 배경으로 한 실사 장면을 통해 소개된다. 첫 번째 부분(케네스 그레이엄의 소설 버드나무에 부는 바람을 기반으로 함)은 배질 래스본이 소개하고 내레이션을 맡는다. 두 번째 부분(워싱턴 어빙의 단편 소설 "슬리피 할로의 전설"을 기반으로 함)은 빙 크로스비가 소개하고 내레이션을 맡는다.

### 버드나무에 부는 바람
1905년 그레이트브리튼 아일랜드 연합왕국에서, J. 태디어스 두꺼비는 잉글랜드 런던에 있는 두꺼비 홀 저택의 부유한 소유주로, 그의 모험과 다양한 유행에 대한 긍정적인 조증으로 인해 파산 직전에 이르렀다. 두꺼비의 친구 중 한 명인 앵거스 맥배저는 지역 사회의 자랑인 저택을 두꺼비가 유지하도록 돕기 위해 회계사로 자원한다. 어느 여름날, 맥배저는 두꺼비의 가장 친한 친구인 물쥐와 두더지에게 두꺼비가 그의 말 시릴 프라우드바텀이 끄는 집시 마차를 타고 시골을 무모하게 운전하는 최근의 조증을 포기하도록 설득해달라고 요청하는데, 이는 재산 피해로 인해 재정적 책임을 누적시키고 있었다. 물쥐와 두더지는 두꺼비와 맞서 그의 마음을 바꾸려 하지만 성공하지 못한다. 두꺼비는 처음으로 자동차를 보고 자동차 조증에 사로잡힌다.
문제를 일으키지 않도록 물쥐와 두더지는 두꺼비를 그의 침실에 가두지만, 그는 탈출하고 곧 자동차 절도 혐의로 기소된다. 재판에서 두꺼비는 자신을 변호하며, 시릴을 첫 증인으로 부른다. 시릴은 두꺼비가 훔쳤다고 비난받은 차가 족제비 갱단에 의해 도난당했다고 증언한다. 이를 알지 못한 채, 두꺼비는 태번에서 족제비들을 발견하고 그들에게서 차를 사겠다고 제안했지만, 돈이 없어서 두꺼비 홀을 차와 교환했다. 법정은 그 진술에 불신을 표하며, 두꺼비는 태번의 바텐더인 윙키 씨를 불러 자신에게 유리하게 증언해달라고 요청한다. 그러나 윙키는 오히려 두꺼비가 훔친 차를 자신에게 팔려고 했다고 진술하여, 두꺼비는 즉시 유죄 판결을 받고 런던탑에 투옥된다. 그의 친구들은 그의 사건을 항소하려 하지만 소용없다.
크리스마스 이브에 시릴이 두꺼비를 방문하여 그에게 변장을 주어 탈출을 돕는다. 두꺼비는 기차역에서 증기 기관차를 훔쳐 강변으로 향하고, 경찰에게서 도망쳐 물쥐의 집에 숨는다. 맥배저는 그들을 방문하여 족제비 갱단이 윙키를 두목으로 삼아 두꺼비 홀을 점령했으며, 두꺼비가 실제로 자신의 저택을 훔친 차와 교환했음을 확인한다. 법 앞에서 자신의 무죄를 증명하기 위해 두꺼비, 맥배저, 물쥐, 두더지는 저택에 잠입하여 두꺼비 홀을 돌며 추격전 끝에 족제비들에게서 (두꺼비와 윙키의 서명이 있는) 소유권 증서를 간신히 빼앗는다.
두꺼비는 무죄가 입증되고 자신의 집을 되찾지만, 비행기에 대한 조증이 생긴다. 맥배저, 물쥐, 두더지가 새해 첫날을 축하하는 동안, 두꺼비와 시릴은 라이트 플라이어를 타고 무모하게 날아간다.

### 슬리피 할로의 전설
1790년, 이카보드 크레인은 태리타운 (뉴욕주) 외곽의 작은 마을인 슬리피홀로 (뉴욕주)에 새로운 학교 선생님이 되기 위해 도착한다. 그의 기이한 외모와 여성스러운 태도 때문에 이카보드는 지역 폭력배인 브롬 본즈에게 끊임없이 장난을 당하지만, 학생들과 마을 여성들과 좋은 관계를 형성한다. 이카보드는 곧 마을에서 가장 부유한 농부인 발투스 반 태셀의 딸이자 브롬의 비공식 약혼녀인 카트리나를 만나 사랑에 빠진다. 카트리나의 아름다움에 사로잡혀 있지만, 이카보드는 주로 그녀의 가족 돈을 차지하려 한다. 이전에 한 번도 도전을 받아본 적 없는 브롬은 학교 선생님과 심하고 불공정하게 경쟁하지만, 이카보드는 모든 기회에서 카트리나의 마음을 얻는다. 이에 흥미를 느낀 카트리나는 이카보드를 이용해 브롬을 놀리고, 그를 질투심과 분노에 휩싸이게 한다.
할로윈에 이카보드와 브롬 모두 반 태셀의 집에서 열리는 연례 축제에 초대받는다. 파티에서 브롬은 이카보드와 카트리나를 떼어놓으려 필사적으로 노력하지만, 모든 시도는 역효과를 낸다. 저녁 식사 중 브롬은 이카보드가 극도로 미신을 믿는다는 것을 발견하고 그를 목 없는 기수 이야기로 겁주기로 결정한다. 브롬은 목 없는 기수가 매년 할로윈에 숲을 지나 자신이 잃어버린 머리를 대신할 살아있는 머리를 찾아다니며, 그에게서 벗어날 수 있는 유일한 방법은 다리를 건너는 것이고, 그러면 그가 사라질 것이라고 말한다. 카트리나와 모든 손님들은 이 이야기를 재미있어하지만, 이카보드는 겁에 질린다.
그날 밤 파티에서 집으로 돌아오는 길에 이카보드는 들리는 모든 소리에 겁을 먹는다. 목 없는 기수가 나타난다는 소문이 있는 계곡을 지나면서 그의 상상력이 두려움과 불안을 지배하고 증폭시키기 시작한다. 올드 더치 교회 오브 슬리피 홀로를 지나던 중, 이카보드는 알 수 없는 말이 자신에게 다가오는 소리를 듣는다고 생각하지만, 그 소리가 근처의 부들속이 통나무에 부딪히는 소리라는 것을 알게 된다. 그와 그의 쟁기말인 늙은 건파우더는 웃기 시작하지만, 그들의 웃음은 불타는 검은 말을 타고 잭오랜턴과 도검을 든 진짜 목 없는 기수의 등장으로 중단된다. 이카보드와 건파우더는 목 없는 기수에게 쫓기며 달아난다. 숲을 지나 추격당하고 거의 참수될 뻔한 이카보드는 브롬의 조언을 기억하고 다리를 건너려 하지만, 결국 목 없는 기수를 향해 돌아보고 그가 정말로 머리가 없다는 것을 보고 공포에 질린다. 그는 마침내 지붕 있는 다리를 건너 유령의 추격을 멈춘다. 그가 뒤돌아보자 목 없는 기수는 멈춰서 잭오랜턴을 던지고, 그것은 굉음과 함께 그를 강타한다.
다음 날 아침, 이카보드의 모자와 깨진 호박이 다리 근처에서 발견된다. 학교 선생님의 흔적은 없었다. 얼마 후, 브롬은 카트리나와 결혼한다. 이카보드가 살아남아 먼 카운티의 부유한 과부와 결혼했다는 소문이 계속되었지만, 네덜란드 정착민들은 이카보드가 목 없는 기수에 의해 홀려 사라졌다는 것을 알았기 때문에 그런 터무니없는 말을 믿으려 하지 않았다.
영화는 목 없는 기수가 말 위에서 사악하게 승리의 웃음을 짓는 마지막 이미지로 끝나고, 그 다음 책이 닫히고 선반으로 돌아가는 모습으로 변하며, 카메라가 도서관 선반에서 멀어져 갑자기 불이 꺼지는 것을 보여준다. 이 효과에 겁먹은 내레이터는 "야, 나 여기 떠날 거야."라고 말하며 결론을 맺는다.

## 오리지널 캐스트
버드나무에 부는 바람
- 배질 래스본 : 나레이션
- 에릭 블로어 : J. 새디어스 토드
- J. 팻 오맬리 : 시릴 프라우드바텀
- 캠벨 그랜트 : 앵거스 맥배저
- 클로드 앨리스터 : 쥐
- 콜린 캠벨 : 두더쥐
- 올리버 월리스 : 윙키
- 존 플로이어트 : 검사
- 레슬리 데니슨 : 판사 / 첫번째 족제비
- 에드먼드 스티븐스 : 두번째 족제비

슬리피 할로우의 전설
- 빙 크로스비 : 내레이터
- 더 리드메어(The Rhythmaires): 그 외

<우리말 더빙>
슬리피 할로우의 전설
- 이규화 - 나래이션 / 이카보드와 브롬본즈 대사 포함
- 이상익 - 메인 싱어
- 더 솔리스트 (The Solist) - 코러스

- 참고 : 한국에선 버드나무에 부는 바람과 슬리피 할로우의 전설이 "디즈니 애니메이션 콜렉션 Vol. 5 : 버드나무에 부는 바람" 과 "디즈니 명작 동화 Vol. 1+2 (슬리피 할로우의 전설)" 각각 다른 DVD로 출시되었으며 버드나무에 부는 바람은 우리말 더빙이 없이 출시되었다.

## 음악
- "Ichabod ad Mr Toad"
- "We are galopons, galopons, galopons" (The Merrily Song)
- "Ichabod"
- "Katrina"
- "The Headless Horseman"
- "Merrily on Our Way"
- "Nowhere in Paticular"

## 같이 보기
- 월트 디즈니 픽처스의 영화 목록